# Balintovská skupina
Balintovská skupina (často psáno též bálintovská skupina) je skupinová metoda řešení problému, která se hojně užívá v psychoterapii. Balintovské skupiny byly od roku 1961 zaváděny na londýnské klinice psychoanalytikem maďarského původu Michaelem Balintem (původním jménem Bálint Mihály) a jsou využívané zejména při supervizi a výcviku psychoterapeutů.

## Využití balintovské skupiny
Balintovské skupiny jsou určené psychoterapeutům s cílem kvalitnější supervize a zvýšení účinnosti jimi prováděné psychoterapie. Jednotliví účastníci přinášejí do balintovské skupiny své vlastní problémové příklady z praxe, které jsou podrobeny skupinovému posouzení. Na rozdíl od běžných kazuistických seminářů nebo diskuzí o klinických případech není tomuto zkoumání podroben samotný pacientův problém, ale spíše vzájemný vztah mezi klientem a psychoterapeutem, motivace psychoterapeuta a její emoční složka včetně různých psychoanalyticky pojmenovaných procesů, jako například mechanismy přenosu, protipřenosu či projekce, které mohou mít vliv na léčbu. Terapeut díky balintovské skupině může lépe porozumět svému klientovi, a efektivněji cílit vlastní terapii.

## Podoba balintovské skupiny
Běžná balintovská skupina se skládá ze 7–9 účastníků a jednoho či dvou vedoucích. Občas se využívá ještě širší kruh obecenstva, který sedí okolo diskutujících a bez zásahů přihlíží – svůj názor vyjádří až na samotný závěr diskuze. Balintovské skupiny se často scházejí opakovaně, například každý týden, a to i po dobu několika let.
Při běžném průběhu je z přinesených témat vybráno několik, která jsou postupně uváděna. Hlavní řečník je prezentuje asi okolo pěti minut a dále má celá skupina přibližně 15 minut na to, aby kladla otázky a doplnila si informace. Ideální je, aby skupina byla nezávislá, neměla velké předchozí znalosti o problému. Dále nastává krátká doba (cca 5 minut) pro vyjádření asociací k problému. Nakonec se během deseti minut řeší samotný problém na základě předchozího a hlavní řečník celou diskusi shrne.
Při přednášení problému může hlavní řečník mluvit také „sám za sebe“ – představí se jako svůj vlastní klient (samozřejmě se zamlčením jeho totožnosti) a popisuje jeho problémy, jako by byly jeho vlastní. To umožní terapeutovi lépe se vcítit do situace svého klienta. V tomto případě může také psychoterapeut sedět uprostřed kruhu a kolem něj jsou ostatní účastníci skupiny. Ti pak vyjadřují své vlastní fantazie, komentáře či dojmy, které jsou samozřejmě ovlivněny jejich vlastní zkušeností. Celé spektrum možných úhlů pohledu se tak rozšiřuje a prohlubuje.
Role vedoucího pak tkví v tom, že celou diskuzi směřuje právě do vztahu psychoterapeuta a klienta – při běžném semináři by naopak vedoucí od této "emocionální" roviny odváděl pozornost směrem k řešení problému.

## Struktura
1. Expozice případu (situace a témata)
2. Otázky (doplňování, dovysvětlování)
3. Fantazie (dojmy, pocity, asociace, intuice, příběhy, postavy)
4. Praktické doporučení
5. Rekapitulace navrhovatelem situace

### Praktický postup
1. Provedou se modelové problematické situace a zaznačí se k nim i lidé, kteří je navrhují. Potom se z nich vybere jeden konkrétní případ:
2. Klademe otázky osobě, která vítězný případ nadnesla (navrhovatelovi) a snažíme se zjistit co nejvíce podrobností
3. Snažíme se vcítit do chování protagonisty událostí i lidí v jeho okolí, připomínáme podobné události z naší dosavadní zkušenosti.
4. Generují se praktická řešení dosud podrobně rozebrané modelové situace
5. Navrhovatel situace si z poslechnutého materiálu vybere a pojmenuje řešení, které mu nejvíc „sedí“.